# 小行星19718
小行星19718（19718 Albertjarvis）是一颗绕太阳运转的小行星，为主小行星带小行星。该小行星于1999年11月5日发现。

## 轨道参数
小行星19718的轨道半长轴为2.6040196 UA，离心率为0.134。